# Препаскова жаба дърволаз
Препасковите жаби дърволази (Oophaga lehmanni) са вид земноводни от семейство Дърволази (Dendrobatidae).
Срещат се в ограничен район в западна Колумбия.
Таксонът е описан за пръв път от американския херпетолог Чарлз Уилям Майърс през 1976 година.